# Absolute Duo
Absolute Duo (アブソリュート・デュオ, Abusoryūto Duo) é uma série de light novel escrita por Takumi Hiiragiboshi e ilustrada por Yū Asaba. A Media Factory publicou 11 volumes desde agosto de 2012, sob impressão de sua filial MF Bunko J. A série recebeu duas adaptações para mangá, além de uma adaptação para anime produzida pela 8-Bit que foi transmitida entre 4 de janeiro e 22 de março de 2015.

## Enredo
A história começa quando Tor Kokonoe, o protagonista da série, se matricula na Academia Koryō, uma escola de ensino médio onde seus alunos lutam entre si com armas conhecidas como blazes (ブレイズ, bureizu), com o objetivo de treinarem para se tornarem futuros pacificadores. Os alunos devem passar por uma batalha durante a cerimônia de qualificação no dia de calouros para serem matriculados na academia. Embora que a maioria dos estudantes manifestem seus blazes como armas corpo-a-corpo, a habilidade de Tor manifesta-se como um escudo, fazendo dele um irregular (イレギュラー, iregyurā). A escola utiliza um sistema especial de duplas (duos) no qual os estudantes são designados como parceiros. Tor forma um par com Julie Sigtuna, uma garota de cabelos prateados de origem escandinava, e ele terá que compartilhar um quarto com ela.

## Personagens

### Personagens principais
Tor Kokonoe (九重 透流, Kokonoe Tōru)
Dublado por: Yoshitsugu Matsuoka
Tor é o protagonista da série. Ele se matricula na Academia Koryo com a esperança de ficar mais forte para poder vingar a morte de sua irmã mais nova, Otaha (音羽). Ele é apelidado de irregular por ter um escudo com uma labareda, e aprendeu um poderoso ataque de soco para usar em conjunto com sua blaze. Julie às vezes se refere a ele como Thor, um deus da mitologia nórdica. Depois de conviver algum tempo com Julie, seu objetivo muda de vingar a morte de sua irmã para se tornar forte para que ele possa proteger Julie. Ele obtém a sublimação de nível 4, que é Aegis Desire.
Julie Sigtuna (ユリエ・シグトゥーナ, Yurie Shigutūna)
Dublada por: Nozomi Yamamoto
Julie é a protagonista da série. Ela é de uma aldeia chamada Gimlé, na Escandinávia. A razão pela qual ela veio ao Japão e se matriculou na Academia Koryō é o seu desejo de se tornar mais forte para vingar a morte de sua família, e a cicatriz em suas costas serve como um lembrete de tal incidente. Por causa disso, ela procura ajuda em Tor e lhe ensina o seu movimento final. Sua blaze é um tipo de espada dupla, conhecida como Twin Blades. Julie diz "sim" e "não" em nórdico: "ja" (ヤー yā) e "nej" (ナイ nai), respectivamente. Uma de suas características interessantes é um único fio de cabelo que fica em pé e se move sempre que ela diz "ja" ou concorda com algo, e esse mesmo fio se move quando ela está feliz.
Tomoe Tachibana (橘 巴, Tachibana Tomoe)
Dublada por: Ayaka Suwa
Tomoe é uma colega de Tor e Julie. Ela é uma típica personagem yamato nadeshiko: inteligente, talentosa e de boa atmosfera. Ela se preocupa muito com as pessoas que são próximas a ela, especialmente Miyabi, que apesar de ser fraca, é escolhida por Tomoe para formar um duo. Ela é muito boa em artes marciais e Shogi. Ela não tolera ociosidade, e sempre acorda os outros quando estão prestes a se atrasar. Sendo vegetariana, ela frequentemente dá para Tor um prato com vegetais para manter sua resistência e poder. Sua blaze é uma Kusarigama.
Miyabi Hotaka (穂高 みやび, Hotaka Miyabi)
Dublada por: Ayaka Imamura
Miyabi é uma garota que forma um duo com Tomoe. Ela está na mesma classe que Tor, e tende a ser tímida com os outros, especialmente com meninos. Sua timidez se deve ao fato de que ela estudava em uma escola restrita somente para meninas antes de ingressar na Academia Koryō. Miyabi não tem resistência física, e isso a impede de fazer qualquer atividade física por longos períodos de tempo. Sua blaze é uma grande e pesada lança que é capaz de causar destruição em grande escala, no entanto, ela tem dificuldade em usá-la devido a sua falta de resistência.
Lilith Bristol (リーリス・ブリストル, Rīrisu Burisutoru)
Dublada por: Haruka Yamazaki
Lilith é uma estudante transferida da Inglaterra e pertencente a uma rica família. Embora seja egoísta e arrogante, ela é uma garota excepcional, que ainda nova aprendera a atirar e caçar. Ela possui a alcunha de ser uma "exceção" e devido a isso, ela afirma ser capaz de fazer qualquer coisa, independentemente das regras ou obstáculos. Ela foi ao Japão para formar um duo com Tor após ouvir relatos sobre as capacidades dele, que são semelhantes as dela. Sendo uma excelente atiradora, sua blaze é um rifle.

## Mídia

### Light novel
O primeiro volume da série foi publicado em 24 de agosto de 2012 pela Media Factory, sob impressão da MF Bunko J. Até maio de 2019, a série conta com 12 volumes publicados.

#### Lista de volumes

##### Absolute Duo
| N.º | Título                                                                                           | Data de lançamento     | ISBN              |
| --- | ------------------------------------------------------------------------------------------------ | ---------------------- | ----------------- |
| 1   | Absolute Duo I: Kokuhaku wa Sōkoku no Yoru ni (アブソリュート・デュオI 告白は蒼刻の夜に)         | 24 de agosto de 2012   | 978-4-84-014604-3 |
| 2   | Absolute Duo II: Uso to Shin to Akai Kurenai (アブソリュート・デュオII 嘘と真と赤い紅)           | 25 de dezembro de 2012 | 978-4-84-014934-1 |
| 3   | Absolute Duo III: Nagisa ni Yureru Koi Monogatari (アブソリュート・デュオIII 渚に揺れる恋物語り) | 25 de junho de 2013    | 978-4-84-015228-0 |
| 4   | Absolute Duo IV: Reimei Seshi Inō no Kyōkai (アブソリュート・デュオIV 黎明せし異能の境界)        | 25 de novembro de 2013 | 978-4-04-066029-5 |
| 5   | Absolute Duo V: Yami no Gin Ōkami, Hikari no Shinen (アブソリュート・デュオV 闇ノ銀狼、光ノ深淵) | 25 de março de 2014    | 978-4-04-066312-8 |
| 6   | Absolute Duo VI: Kaze to Homura to Kaminari to (アブソリュート・デュオVI 風と焔と雷と)           | 25 de julho de 2014    | 978-4-04-066911-3 |
| 7   | Absolute Duo VII: Kinki no Kajitsu (アブソリュート・デュオVII 禁忌の果実)                        | 25 de dezembro de 2014 | 978-4-04-067312-7 |
| 8   | Absolute Duo VIII: Memories Connect (アブソリュート・デュオVIII Memories Connect)                | 25 de março de 2015    | 978-4-04-067473-5 |
| 9   | Absolute Duo IX: ashes to ashes, (アブソリュート・デュオIX ashes to ashes,)                      | 24 de julho de 2015    | 978-4-04-067717-0 |
| 10  | Absolute Duo X: dust to dust. (アブソリュート・デュオX dust to dust.)                            | 25 de janeiro de 2016  | 978-4-04-068036-1 |
| 11  | Absolute Duo XI: Jeg kan lide dig, (アブソリュート・デュオXI Jeg kan lide dig,)                  | 25 de julho de 2016    | 978-4-04-068455-0 |
| 12  | Absolute Duo XII: Jeg elsker dig. (アブソリュート・デュオXII Jeg elsker dig.)                    | 25 de maio de 2019     | 978-4-04-069009-4 |

### Mangá
Uma adaptação da série para mangá ilustrada por Shin'ichirō Nariie começou a ser serializada em 27 de abril de 2013 na revista de mangá seinen Monthly Comic Alive da Media Factory, e possui atualmente quatro volumes tankōbon publicados. Uma adaptação spin-off para mangá de comédia yonkoma intitulada Absolute Duo Tea Party (アブソリュート・デュオ TEA PARTY) e ilustrada por Tōru Oiwaka também foi serializada na edição de dezembro de 2014 da Monthly Comic Alive, comercializada em 27 de outubro do mesmo ano. Na América do Norte, o mangá original da série é licenciado pela Seven Seas Entertainment.

#### Lista de volumes

##### Absolute Duo
| N.º | Data de lançamento     | ISBN              |
| --- | ---------------------- | ----------------- |
| 1   | 22 de novembro de 2013 | 978-4-04-066113-1 |
| 2   | 23 de setembro de 2014 | 978-4-04-066850-5 |
| 3   | 23 de março de 2015    | 978-4-04-067288-5 |
| 4   | 23 de setembro de 2017 | 978-4-04-069202-9 |

##### Absolute Duo Tea Party
| N.º | Data de lançamento    | ISBN              |
| --- | --------------------- | ----------------- |
| 1   | 23 de janeiro de 2015 | 978-4-04-067245-8 |

### Anime
Uma adaptação da série para anime produzida pela 8-Bit foi anunciada na Media Factory's 2014 Summer School Festival. O anime foi transmitido entre 4 de janeiro e 22 de março de 2015 no canal AT-X. Além disso, foi posteriormente transmitido nos canais Tokyo MX, Sun TV, KBS, TV Aichi e BS11. Na mesma semana da estréia, a Crunchyroll começou o streaming dos episódios para partes da Europa, Oriente Médio e Norte da África. A Funimation também licenciou o anime, e começou a transmiti-lo com dublagem para o inglês em seu serviço online a partir de 16 de março.
A música de abertura é "Absolute Soul", cantada por Konomi Suzuki, e a primeira música de encerramento é "BelievexBelieve", por Nozomi Yamamoto. A segunda música de encerramento é "Apple Tea no Aji" (アップルティーの味, lit. "O sabor do chá de maçã"), por Nozomi Yamamoto e Haruka Yamazaki, e a terceira música de encerramento é "2/2", por Ayaka Imamura e Ayaka Suwa.